# Departamento San Martín (San Juan)
Das Departamento San Martín liegt im Zentrum der Provinz San Juan im Westen Argentiniens ist eine von 19 Verwaltungseinheiten der Provinz. 
Es grenzt im Norden an das Departamento Angaco, im Osten und Süden an das Departamento Caucete und im Westen an das Departamento Santa Lucía. 
Die Hauptstadt des Departamento San Martín ist San Isidro.

## Bevölkerung
Nach Schätzungen des INDEC stieg die Einwohnerzahl von 10.140 Einwohnern (2001) auf 10.689 Einwohner im Jahre 2005.

## Städte und Gemeinden
Das Departamento San Martín ist in folgende Gemeinden aufgeteilt:
- Villa San Martín